# NGC 7512
NGC 7512 (również PGC 70683 lub UGC 12414) – galaktyka eliptyczna (E), znajdująca się w gwiazdozbiorze Pegaza. Odkrył ją Édouard Jean-Marie Stephan 28 września 1878 roku.